# Blitz BASIC
Blitz3D — коммерческий игровой движок, разработанный Марком Сибли, а также среда разработки с языком Blitz BASIC и скриптовый язык для создания игр. Оригинальная разработка компилятора Blitz BASIC велась для ПК Amiga, но на сегодняшний день[когда?] он поддерживает уже несколько платформ, в том числе Microsoft Windows, Mac OS X и Linux. В версии для Microsoft Windows поддерживается DirectX 7. Актуальная версия 1.109 от 1 мая 2023 г.

## Blitz3D
Язык содержит 588 конструкций, позволяющих создать двух- и трёхмерное игровое пространство. С помощью него можно создавать небольшие игры, используя большое количество библиотек, написанных членами сообществ по программированию на Blitz3D.
C 3 августа 2014 распространяется свободно, исходный код открыт под лицензией zlib/libpng.

### Примеры программ
Нello world
```
Graphics
 
800
,
600
                 
; - Графический режим 800x600

While
 
Not
 
KeyDown
(
1
)
             
; - Начало главного цикла (Пока НЕ нажата клавиша 1 (Escape)

 
Cls
()
                           
; - Чистим экран

  
Text
 
10
,
 
20
,
 
"Hello, World!"
 
; - Пишем текст "Hello world" в точке 10,20

 
Flip
()
                          
; - меняем кадр (Как в старых мультфильмах, когда движение задавалось сменной кадра)

Wend
                             
; прекращаем цикл при нарушении условия

End
                              
; конец программы

```

Нello world с использованием переменных
```
                   

Graphics
 
800
,
600
    
; - Графический режим 800x600

Global
 
a
$
=
"Hello"
   
; - Переменная a с содержанием "Hello"

Global
 
b
$
=
"World"
   
; - Переменная b с содержанием "World"          

While
 
Not
 
KeyDown
(
1
)
; - Начало главного цикла            

 
Cls
()
              
; - Чистим экран                     

  
Text
 
0
,
0
,
a
$
+
b
$
    
; - Выводим текст на позицию 0,0 

 
Flip
()
             
; - Меняем кадр

Wend
                
; - Завершение цикла при нарушении условия

End
                 
; - конец программы

```

Работа с изображениями
```
                     

Graphics
 
800
,
600
  

Global
 
Image
 
=
 
LoadImage
(
"picture.bmp"
)

            

While
 
Not
 
KeyDown
(
1
)
                          

 
Cls
()
                          

  
DrawImage
 
Image
,
100
,
100

 
Flip
()
                        

Wend

End

```

Работа с трёхмерной графикой
```
                     

Graphics3D
 
800
,
600
                     
;Устанавливаем графический режим 

Global
 
model
 
=
 
LoadMesh
(
"helloworld.3ds"
)
          
;Загружаем трёхмерную модель надписи "Hello, World" (Примечание, поддерживается только формат .3ds)

PositionEntity
 
model
,
0
,
0
,
0
            
;Устанавливаем модель в точке 0,0,0

Global
 
camera
 
=
 
CreateCamera
()
             
;Создаём камеру

PositionEntity
 
camera
,
0
,
0
,
-
10
             
;Устанавливаем камеру чуть позади объекта

While
 
Not
 
KeyDown
(
1
)
                         
;Начало цикла  

 
RenderWorld
()
                  
; Производим рендер изображения

 
Flip
()
                        
; Выводим на экран

Wend
                           
;Конец цикла

End
                             
;Конец программы

```

## BlitzMax
BlitzMax — язык программирования, разработанный Марком Сибли. BlitzMax использует расширеную версию языка basic. Благодаря модулям функциональность BlitzMax можно расширять до бесконечности. Из графических API может использовать и DirectX, и OpenGL. Несколько встроенных звуковых API (DirectSound, FreeAudio, OpenAL). Имеет удобный модуль GNet для быстрого создания сетевых приложений.
C 29 апреля 2014 распространняется свободно, исходный код открыт под лицензией zlib/libpng.

### Основные возможности
- 2 режима интерпретирования кода Strict и SuperStrict
- Многопроходный компилятор
- Транслятор в язык Flat Assembler
- Поддержка платформ : Win32, Linux, MacOS
- Указатели на функции
- Наследование и полиморфизм
- Полностью динамические массивы
- Внешняя поддержка языков для взаимодействия с C++ или Assembler
- Совместим с MinGW

### Типы данных
| Описание                     | Название                           | Мин. значение | Макс. значение |
| ---------------------------- | ---------------------------------- | ------------- | -------------- |
| 8 битное числовое            | Byte                               | 0             | 255            |
| 16 битное числовое           | Short                              | 0             | 65535          |
| 32 битное числовое           | Int                                | −2^31         | +2^31-1        |
| 64 битное числовое           | Long                               | −2^63         | +2^63-1        |
| 32 битное вещественное       | Float                              | (+/-)10^-38   | (+/-)10^38     |
| 64 битное вещественное       | Double                             | (+/-)10^-308  | (+/-)10^308    |
| 16 бит юникод полнотекстовое | String                             | -             | -              |
| Объект (Тип)                 | obj:TObject                        | -             | -              |
| Массив                       | array{:type}[..]                   | -             | -              |
| Функция                      | Function:{return type}(Parameters) | -             | -              |
| Указатель                    | Pointer ValueType Ptr              | -             | -              |

## BlitzMax NG
BlitzMax NG — язык программирования, прямой продолжатель оригинального языка BlitzMAX. Разрабатывается свободным сообществом под руководством Брюса Хендерсона (woollybah).

### Дополнительные возможности и изменения
- Вместо транслятора в язык Flat Assembler введён транслятор в язык С.
- Поддержка платформ : Windows, Linux, MacOS, Android, iOS, Raspberry Pi, Haiku.
- Статические и динамические массивы.
- Интерфейсы.
- Перегрузка функций и методов.
- Перегрузка операторов класса.
- Инкапсуляция.
- Условные аргументы в методах.
- Перечисляемые типы.
- Обобщённые классы (в прогрессе).

### Дополнительные типы данных
| Описание                     | Название  | Мин. Значение | Макс. Значение |
| ---------------------------- | --------- | ------------- | -------------- |
| 32 битное числовое без знака | UInt      | 0             | +2^32-1        |
| 64 битное числовое без знака | ULong     | 0             | +2^64-1        |
| 32 битное числовое без знака | Size_T    | 0             | +2^32-1        |
| 64 битное числовое без знака | Size_T    | 0             | +2^64-1        |
| 64 битное SIMD вещественное  | Float64   | -             | -              |
| 128 битное SIMD числовое     | Int128    | -             | -              |
| 128 битное SIMD вещественное | Float128  | -             | -              |
| 128 битное SIMD вещественное | Double128 | -             | -              |

Значения SIMD доступны на архитектурах x64 и могут использоваться для более эффективного выполнения числовых вычислений.

## Игры на Blitz 3D
- SCP-087-B
- SCP: Containment Breach

## Смерть Марка Сибли
В начале декабря 2024 года разработчик Blitz Basic Марк Сибли скончался после борьбы с различными проблемами со здоровьем.